# Garcinia humilis
Garcinia humilis (ant. Rheedia laterifolia), conocido comúnmente como achachairú; es un árbol perteneciente a la familia Clusiaceae, de fruto comestible. El nombre local, achachairú, deriva del guaraní y significa beso de miel.

## Descripción
Es un árbol de seis a siete metros de altura, su tronco es recto, liso y de color negro; posee ramas horizontales; hojas persistentes, entre ovales y elípticas; y flores blancas. Su fruto es una baya comestible.

## Distribución y hábitat
Crece de manera natural únicamente en la región de las llanuras aluviales de Bolivia. Al municipio boliviano de Porongo se lo denomina la ‘capital del achachairú’ del país por la importancia y cantidad que se cosecha en este lugar.
Plumier describió por primera vez una especie de este género con el nombre de Van Rheedia , fue descrita por Linnaeus en 1753. Es un árbol emparentado con el mangostán (Garcinia mangostana) y el madroño (Garcinia madruno). Se cultiva tradicionalmente en Bolivia, pero recientemente se ha plantado en una escala comercial en Burdekin, Australia. La fruta se llevó el tercer lugar en los Premios a la Innovación Fruit Logística 2017, celebrada en Berlín.

## Fruto

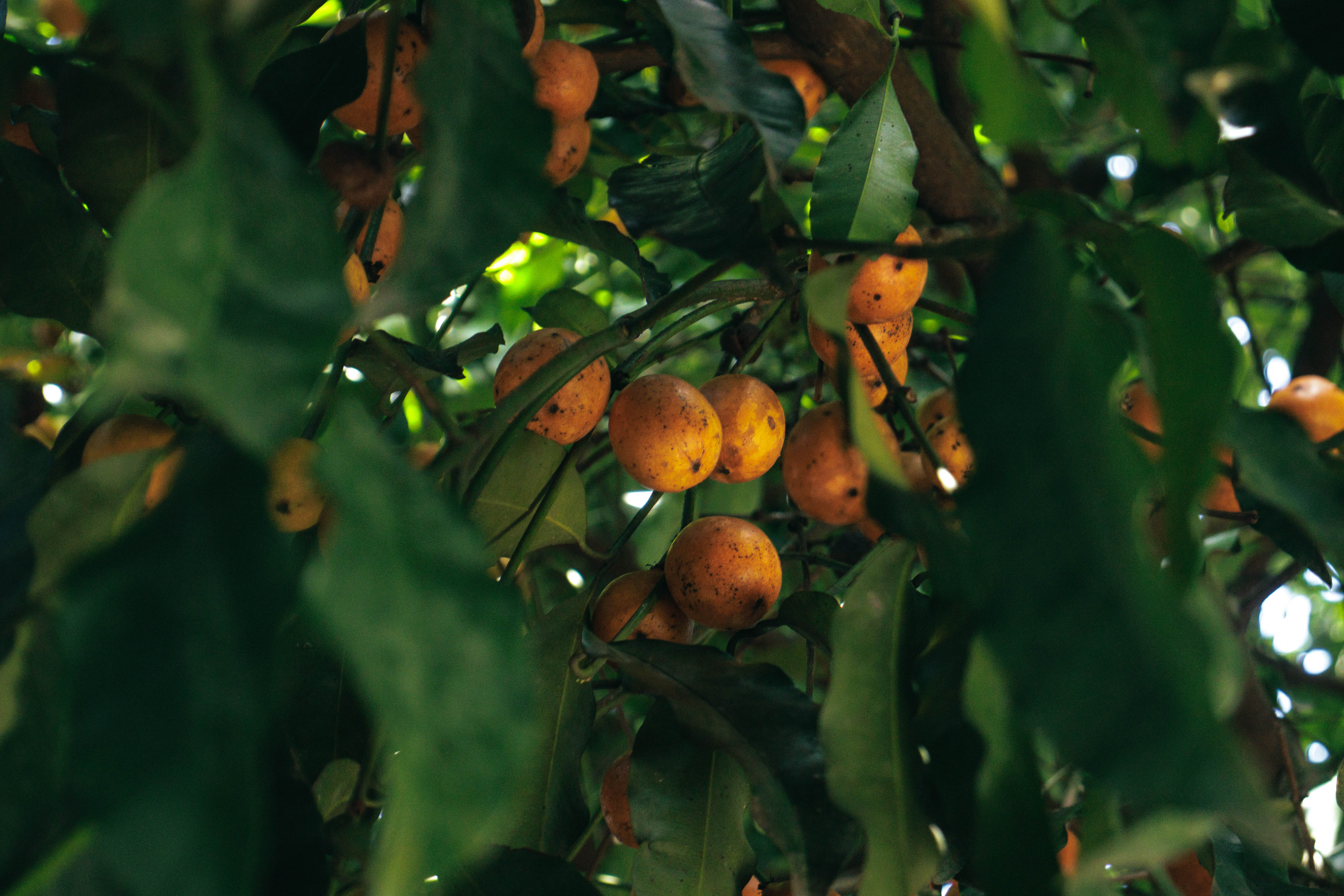
Árbol de achachairú.

El fruto del achachairú tiene un color dorado intenso que llega al anaranjado rojizo cuando está maduro. Tiene forma oval y llega a tener, hasta 6 cm de largo por 4 cm de diámetro. Suele tener una semilla grande de color café, en un fruto más grande pueden hallarse dos semillas. Como cultivo de fruta ecológica, que no ha atravesado cientos de generaciones de cría selectiva, cada fruto tiene sus propias características, frecuentemente con algunas pequeñas irregularidades y marcas en su piel, que añaden interés a su apariencia, pero no afectan a su calidad.
El fruto crece hasta alrededor de seis centímetros de largo y tiene una superficie de color naranja brillante alrededor de la pulpa blanca comestible, que a su vez contiene una o dos semillas de color marrón. El sabor es descrito tanto amargo como dulce. La cáscara es dura y amarga y se puede dividir con un cuchillo o con los dientes de la parte comestible de la fruta adherida a la semilla. El Departamento de Agricultura, Pesca y Silvicultura de Queensland ha encontrado que el fruto se conserva bien durante cuatro a seis semanas, siempre y cuando se mantenga fuera de la nevera. Se recomienda almacenar la fruta en un rango de 15 a 20 grados centígrados, con una humedad relativa alta. Si no se cumplen estas condiciones, el fruto se marchitará.  A pesar de que algunas personas han encontrado que su almacenamiento en la canasta de huevos de una nevera no daña el fruto de ninguna manera.

## Estación
El fruto del achachairú puede cosecharse entre diciembre y mediados de marzo. Es decir, solo en época de verano en el hemisferios Sur..

## Salud
El fruto del achachairú tiene una importante cantidad de vitamina C.
A pesar de que no hay ninguna prueba médica, los usos tradicionales de las partes no comestibles de la fruta Garcinia humilis (semillas, corteza, etc.) incluyen:
En Bolivia, las cáscaras se utilizan como un supresor del hambre. La miel resultante se utiliza con fines medicinales. 
El interior de la piel se utiliza para frotar en las marcas (tales como verrugas) en la piel para reducirlos.

## Taxonomía
Garcinia humilis fue descrita por (Vahl) C.D.Adams y publicado en Phytologia 20: 312. 1970.